# Exyston speciosus
Exyston speciosus là một loài tò vò trong họ Ichneumonidae.